# Algaci Tulio
Algaci Ormário Tulio (Rio Branco do Sul, 8 de dezembro de 1940 – Curitiba, 13 de janeiro de 2021) foi um jornalista, radialista, empresário e político brasileiro. Foi vereador de Curitiba, secretário municipal e vice-prefeito da capital paranaense por dois mandatos. Também exerceu os cargos de secretário para assuntos da Copa do Mundo FIFA de 2014 e de deputado estadual pelo Paraná por quatro mandatos.

## Vida pessoal
Filho de Albina Zonatto e João Tulio, descendentes de italianos, nascidos no bairro de Santa Felicidade, em Curitiba, que emigraram para Rio Branco do Sul, onde constituíram uma família de onze filhos. Aos dez anos, os pais, Albina e João Tulio, se mudaram para a capital paranaense em busca de melhores condições de vida, passando a residir no bairro do Ahú. Aos quatorze anos, Algaci começou a trabalhar como atendente, em uma casa lotérica, enquanto estudava no Colégio Iguaçu. Em 1958, Algaci serviu no 20° Regimento de Infantaria, no bairro do Bacacheri e, logo depois, iniciou os estudos em ciências contábeis, pela Universidade Plácido e Silva.

## Carreira na comunicação
Algaci iniciou sua trajetória no rádio cedo, aos dezesseis anos de idade, atuando como colaborar na Rádio Marumby. Em 1965, Algaci se tornou repórter policial do programa “Revista Matinal”, ancorado por Arthur de Souza, na Rádio RB2.
Além dessas, Tulio passou pelas rádios Cultura, Universo e Independência, retornando anos depois à Rádio Clube Paranaense, onde foi vitimado por um infarto, sendo salvo após uma cirurgia de emergência.
Além do rádio, Tulio passou a atuar como repórter policial também na televisão, começando pelo Canal 12, em seguida indo para o Canal 06, da família Martinez, e logo depois sendo contrato pelo canal do ex-governador do Paraná, Paulo Pimentel.
Por muitos anos, Algaci realizou trabalhos em jornais impressos e revistas, como no O Estado do Paraná e no Diário do Paraná.
Em 1974, Algaci Tulio realizou a primeira transmissão ao vivo na história do Brasil, de um julgamento, ocorrido no Tribunal de Justiça do Estado do Paraná. 
Anos depois, em 1979, cobriu o polêmico julgamento de Doca Street, em Cabo Frio, no Rio de Janeiro, acusado de assassinar a socialite Ângela Diniz. Em suas coberturas marcantes, estão também o sepultamento, em Minas Gerais, do ex-presidente da República, Tancredo Neves, que adoeceu antes da posse, vindo a falecer em 21 de abril de 1985, em São Paulo.
Em 1984, Algaci lançou, em parceria com a advogada Isabel Kugler Mendes, o livro de crônicas "Algaci Tulio - O Outro Lado".

## Vereador de Curitiba
Tal a popularidade nos meios de comunicação, levaram Algaci a ser convidado pelo ex-governador do Paraná Ney Braga e pelo então Deputado Estadual, Erondy Silvério, a se candidatar, pelo PDS, ao cargo de vereador de Curitiba. Algaci foi o vereador mais votado nas eleições de 1982, com cerca de 12 mil votos. Entre suas primeiras iniciativas no legislativo municipal, esteve a extinção da aposentadoria dos parlamentares. 

## Deputado Estadual pelo Paraná
Em 1986, Algaci deixou a Câmara Municipal de Curitiba para assumir o mandato de deputado estadual na Assembleia Legislativa do Paraná, dessa vez, pelo PDT. Tulio assumiu o mandato após obter quase 33 mil votos nas Eleições Estaduais de 1986.
À época, Algaci Tulio era oposição ao então Governador Álvaro Dias. 

## A Eleição de 1988 e a "Campanha dos Doze Dias"
No ano de 1988 o quadro político de Curitiba estava polarizado e cheio de incertezas. No pleito municipal anterior, Jaime Lerner, então no PDT, perdera a eleição para Roberto Requião, do PMDB. Naquela época, os peemedebistas carregavam a esperança da redemocratização após o período da ditadura militar. Entretanto, o cenário mudou nas eleições de 1988, ante o Governo Sarney, com inflação galopante e a desconfiança dos trabalhadores em relação à nova Constituição Federal.
Os peemedebistas Alvaro Dias, então governador do Paraná, e Roberto Requião, na prefeitura de Curitiba, trabalhavam para eleger o então deputado constituinte e ex-prefeito da capital, Maurício Fruet. À época, Alvaro Dias lidava com o desgaste que uma ação policial, ordenada por ele, contra professores da rede pública do estado, deixou várias pessoas feridas no Centro Cívico. Requião, por sua vez, enfrentava na prefeitura a ameaça de greves de cobradores e motoristas de ônibus.
Com Maurício Fruet no páreo, Algaci Tulio se lançou candidato pelo PDT à prefeitura de Curitiba. Junto deles, vieram Enéas Farias (PTB), Aírton Cordeiro (PFL) e Claus Germer (PT).
O PDT, à época, queria lançar o ex-prefeito Jaime Lerner na disputa, entretanto, Lerner havia transferido o seu domicílio eleitoral para o Rio de Janeiro, e não conseguiu alterá-lo para a capital paranaense até o registro da candidatura. Leonel Brizola, líder do PDT, chegou a afirmar no lançamento da candidatura de Tulio que “já que não temos o melhor, que é o Jaime Lerner, vamos de Darci(sic) Tulio”.
Entretanto, um recurso apresentado ao Tribunal Superior Eleitoral (TSE) foi favorável à Lerner, assim, ele conseguiu realizar a transferência de domicílio para a capital paranaense. Algaci Tulio então, renunciou a candidatura à prefeito em 1 de novembro de 1988, para ser vice na chapa do, agora candidato à prefeito, Jaime Lerner. No dia 05, Aírton Cordeiro renunciou em apoio à nova chapa, e no dia 07 foi a vez de Enéas Faria.
Essa mudança a poucos dias da eleição, marcada para o dia 15 de novembro, acabou sendo vantajosa para Lerner e Tulio, que não tiveram tempo de serem desgastados pelo adversário, Maurício Fruet.
Jaime Lerner e Algaci Tulio conquistaram 57% dos votos, contra 34% de Maurício Fruet, consagrando-se eleitos em uma campanha que durou apenas doze dias.

## A possibilidade de acumulação de mandatos
O artigo 5º, §3º do Ato das Disposições Constitucionais Transitórias permitiu aos parlamentares eleitos em 1986 acumularem os seus respectivos mandatos , desde que o titular do Poder Executivo não renunciasse. Assim, Algaci Tulio pôde exercer o mandato de Deputado Estadual ao mesmo tempo em que exercia o mandato de Vice-prefeito de Curitiba. Dentre outros políticos que tiveram a mesma regalia podemos citar: Carlos Azambuja em Bagé, Magno Bacelar em São Luís, Ney Lopes em Natal, Tarso Genro em Porto Alegre, Roberto d'Ávila no Rio de Janeiro e Luiz Eduardo Greenhalgh em São Paulo.
Como Deputado Estadual, Algaci teve a maioria de suas emendas aprovadas para a elaboração da nova Constituição do Paraná, em 1989, atuando como 4º Secretário da Assembleia Estadual Constituinte de 1989.
No ano de 1990, Algaci Tulio fora reconduzido com tranquilidade ao mandato de Deputado Estadual. 
Em 1992, Algaci era o cotado para a sucessão de Jaime Lerner na Prefeitura de Curitiba, porém, abriu mão da candidatura em favor do seu amigo e companheiro de partido, Rafael Greca. 

## O retorno à Prefeitura de Curitiba e à Assembleia Legislativa
Em novembro de 1993, à convite do então Prefeito de Curitiba, Rafael Greca, Algaci aceitou se afastar do cargo de Deputado para assumir a recém-criada Secretaria Extraordinária para Assuntos Metropolitanos, onde permaneceu no cargo até o final de março de 1994, se desincompatibilizando para concorrer, novamente, à Assembleia Legislativa, sendo eleito pela terceira vez com cerca de 47 mil votos. Em seu lugar assumiu Cássio Taniguchi que, três anos depois, viria a ser o seu parceiro na sucessão à Greca.
Em 1996, Algaci estava almejando uma candidatura à Prefeitura de Curitiba, entretanto, abriu mão após ser convidado para ser vice-prefeito na chapa encabeçada pelo engenheiro Cássio Taniguchi. Nesse mesmo ano, Tulio trocou o PDT pelo PTB, à época comandado pelo Deputado Estadual, e seu grande amigo e mentor, Aníbal Khury. Na eleição de 3 de outubro daquele ano, Cássio e Tulio derrotaram o candidato do PSDB, Carlos Simões e o seu companheiro de chapa, Flávio Arns, com 54,67% dos votos, ante 30,25% do adversário.
Às vésperas das eleições estaduais de 1998, Algaci optou por renunciar ao cargo de vice-prefeito para concorrer novamente ao cargo de Deputado Estadual, sendo eleito com a expressiva votação de 37 mil paranaenses. 
Ao reassumir, pela quarta vez, o cargo de Deputado Estadual, Algaci Tulio foi escolhido pelo então Governador Jaime Lerner para ser o líder do Governo na Assembleia Legislativa.
Entre os projetos de sua autoria está o que criou, em 1996, o Conselho de Tecnologia do Paraná e a lei que disciplina a doação de órgãos para transplante no estado, criando a Central de Transplantes do Paraná. Ademais, Algaci foi presidente de duas Comissões Parlamentares de Inquérito (CPI) na Assembleia Legislativa do Paraná, que apuraram desvios no Porto de Paranaguá, na Secretaria Estadual da Saúde e denúncias acerca do narcotráfico. 
Quando Presidente da CPI do Narcotráfico, Algaci Tulio recebeu diversas ameaças de morte, tendo que andar diariamente com segurança reforçada após receber em sua residência um caixão.
Algaci também encabeçou o movimento pela criação do município de Pontal do Paraná, desmembrando-o de Paranaguá. O município foi criado por força da Lei Estadual n° 11.252, de 20 de dezembro de 1995, tendo Algaci como autor do projeto. 
No ano de 2001, Algaci foi um dos parlamentares mais ativos na luta contra a venda da Companhia Paranaense de Energia, rompendo assim com o Governo Jaime Lerner, que outrora fora líder, protagonizando diversas discussões, mobilizações e bate-bocas em plenário. Ao final, mesmo com a pressão, o texto que impedia que a privatização fosse autorizada acabou derrubado em votação apertada com a diferença de apenas um voto: 27x26. Depois da conclusão da discussão na Assembleia, à época, foram registradas quase uma centena de ações na Justiça na tentativa mudar a decisão no legislativo, o que não aconteceu. No entanto, a Companhia não chegou a ser privatizada por falta de compradores em duas tentativas ainda em 2001. Em janeiro do ano seguinte, Lerner anunciou a desistência da venda, alegando mudança na política do setor energético e a instabilidade econômica mundial após os atentados às torres gêmeas, nos Estados Unidos, em 11 de setembro.

## Governo Requião, retorno à Câmara e Secretário para Assuntos da Copa do Mundo
A eleição de 2002 deu a vitória à Roberto Requião como Governador do Paraná. Tulio, após perder a reeleição para o seu quinto mandato como Deputado Estadual, acabou sendo convidado pelo Governador recém-eleito para assumir e recuperar o Coordenadoria Estadual de Defesa e Proteção ao Consumidor, o PROCON. 
À frente do PROCON, Tulio fez amplas alterações, tais como a mudança do local do prédio, que até então era sediado em um local precário na Rua Francisco Torres e passou para um prédio mais moderno na Alameda Cabral. Além do mais, em sua gestão à frente do órgão foi aprovado o novo regulamento da Secretaria de Estado da Justiça e Cidadania (SEJU), tornando o PROCON um órgão de execução programática desta Secretaria. À SEJU ficaram vinculados o Conselho Estadual de Defesa do Consumidor (CONDEF) e o Conselho Estadual Gestor do Fundo Estadual de Defesa dos Interesses Difusos (CEG/FEID).
No mês de dezembro de 2003, foi implantado o "Espaço da Cidadania", local que integra o PROCON e a Defensoria Pública do Estado do Paraná. Com a nova sede, na Alameda Cabral, entraram em atividades novos equipamentos para o atendimento do Disque PROCON 0800, bem como, houve o desenvolvimento do projeto piloto junto aos PROCONS municipais de Cascavel, Foz do Iguaçu, Londrina, Maringá e Ponta Grossa para a integração em rede estadual do Sistema DPC, programa informatizado de atendimento ao consumidor. 
Na gestão de Algaci Tulio foram criados o Fundo Estadual de Defesa do Consumidor (FECON) e o Conselho Gestor do Fundo Estadual de Defesa do Consumidor (CONFECON).
Nas eleições estaduais de 2006, Tulio tentou uma nova candidatura para deputado estadual, entretanto, sem sucesso. No segundo mandato de Roberto Requião à frente do executivo estadual, Algaci ganhou espaço na programação da Paraná Educativa, emissora do governo estadual. 
Nas eleições municipais de 2008, Algaci assumiu pela segunda vez um cargo no legislativo municipal.  
Em 2010, após a renúncia do Governador Roberto Requião para concorrer ao Senado Federal, pelas mãos do então governador Orlando Pessuti, Algaci foi convocado para assumir a Secretaria de Estado para Assuntos da Copa do Mundo, onde viabilizou a realização dos jogos no Estádio Mário Celso Petraglia, em Curitiba.
Em 2012, após trinta anos de vida pública, Tulio optou por se desligar da política, indo residir na cidade de Guaratuba, no litoral paranaense. 

## Morte
Logo após completar oitenta anos, Algaci Tulio foi infectado pela COVID-19, sendo hospitalizado no Hospital Vita Batel, em Curitiba, onde faleceu em 13 de janeiro de 2021.
Diversas autoridades manifestaram pesar pelo falecimento do político. O Governador Ratinho Junior decretou luto oficial por três dias em todo o Estado do Paraná, assim como o Presidente da Assembleia Legislativa e do Tribunal de Justiça.
O Prefeito de Curitiba, Rafael Greca, manifestou pesar pelas redes sociais, também decretando luto oficial no município.
Como vice-prefeito da capital paranaense, Algaci Tulio assumiu por vinte e nove vezes a Prefeitura, durante os anos de 1989 a 1992 e 1997 a 1999.
Algaci Tulio, ao longo da sua vida, foi um grande entusiasta das causas sociais, tendo sido voluntário da obra social do Pequeno Cotolengo até os seus últimos dias de vida.